# ميشيل مورات
ميشيل مراد (بالفرنسية: Michel Murat)‏ هو ناقد أدبي فرنسي، ولد في 1950.